# Jiménez del Teul (kommun)
Jiménez del Teul är en kommun i Mexiko.   Den ligger i delstaten Zacatecas, i den centrala delen av landet, 600 km nordväst om huvudstaden Mexico City.
Följande samhällen finns i Jiménez del Teul:
- Jiménez del Teul
- Carretas
- El Tepozán
- Las Bocas